# Боро Кетчикан
Шаблон:StateAbbr_ 55°33′00″ пн. ш. 131°05′00″ зх. д. / 55.55° пн. ш. 131.08333333333° зх. д.
Боро Кетчикан (англ. Ketchikan Gateway Borough) — боро у штаті Аляска, США. Ідентифікатор — 02130.

## Демографія
За даними перепису 2000 року загальне населення боро становило 14 070 осіб, зокрема міського населення було 10 673, а сільського — 3397. Серед мешканців боро чоловіків було 7189, а жінок — 6881. У боро було 5399 домогосподарств, 3634 родини, які мешкали в 6218 будинках. Середній розмір родини становив 3,1 особи.
Віковий розподіл населення поданий у таблиці:
| Стать    | До 15 років | 15-21 | 22-29 | 30-39 | 40-49 | 50-65 | 65-85 | Понад 85 |
| -------- | ----------- | ----- | ----- | ----- | ----- | ----- | ----- | -------- |
| Чоловіки | 1674        | 679   | 581   | 1186  | 1304  | 1254  | 470   | 41       |
| Жінки    | 1612        | 643   | 612   | 1097  | 1261  | 1058  | 532   | 66       |

## Оточення
- Зона перепису Принс-оф-Вейлс-Гайдер – схід, захід
- Боро Врангель – північ
- Регіональний округ Кітімат-Стекін, Канада – схід
- Регіональний округ Норт-Коаст, Канада – південь